# 欧洲山杨
欧洲山杨（学名：Populus tremula）是杨柳科杨属的植物。分布于欧洲、高加索、西伯利亚及中国的新疆等地，生长于海拔700米至2,300米的地区，一般生长在河谷和针叶林林缘。